# Навколо світу мимоволі
«Вокруг света поневоле»  — анімаційний фільм 1972 року Творчого об'єднання художньої мультиплікації студії Київнаукфільм, созданный режиссёром-мультипликатором — Давидом Черкаським.

## Сюжет
Музичний мультфільм про лондонського безхатька мужчины, який, шукаючи де б поспати, мимоволі починає навколосвітню подорож. Він встигає знятись у фільмі, взяти участь у пограбуванні і одружитись, щоб повернутись назад і почати подорож знову. 

## Создатели
- Авторы сценария: Феликс Камов, Александр Курляндский, Аркадий Хайт
- Режиссер: Давид Черкасский
- Художник-постановщик: Радна Сахалтуев
- Оператор: Анатолий Гаврилов
- Композитор: Яков Лапинский
- Звукооператор: Леонид Мороз
- Редактор: Светлана Куценко
- Ассистенты: Константин Луценко, Валентин Параслов, Юная Сребницкая, Владимир Диман, Сергей Тесленко, Геннадий Назаренко
- Художники-мультипликаторы: Анатолий Резников, Наталья Марченкова, Александр Давыдов, Марк Драйцун, Александр Викен, Константин Чикин, Н. Бондарь, Иван Давыдов. Н. Богомолова, Геннадий Сокольский, Михаил Титов, Владимир Дахно, Галина Баринова, Сергей Дёжкин, Леонид Носырев, Давид Черкасский
- Художники: Лев Мильчин, Борис Акулиничев, Николай Ерыкалов, Юрий Бутырин
- Роль озвучивал: Георгий Кислюк
- Директор картины: Иван Мазепа